# Volta a Espanya de 2016
La Volta a Espanya de 2016, 71a edició de la Volta a Espanya, es disputa entre el 20 d'agost i l'11 de setembre de 2016 sobre un recorregut de 3.277,1 km distribuïts en 21 etapes, sent la vint-i-dosena cursa de l'UCI World Tour 2016. L'inici de la cursa va tenir lloc a Ourense, mentre el final és a Madrid.
El vencedor final fou el colombià Nairo Quintana (Movistar Team) amb 1'23" de marge amb el britànic Chris Froome (Team Sky) i 4'08" amb el seu compatriota Esteban Chaves (Orica-BikeExchange). En les altres classificacions Fabio Felline (Trek-Segafredo) guanyà la classificació per punts. El mallot de la muntanya fou, per segon cop, per a Omar Fraile (Team Dimension Data) i el mateix Quintana guanyà la classificació de la combinada. El BMC Racing Team fou el vencedor de la classificació per equips.
La cançó d'aquesta edició fou "El ganador" de Marta Sánchez.

## Equips participants
En aquesta edició de la Volta a Espanya prenen part 22 equips: els 18 World Tour, més 4 equips convidats de categoria continental professional.
| Núm.    | Codi | Equip               |
| ------- | ---- | ------------------- |
| 1-9     | MOV  | Movistar Team       |
| 11-19   | TNK  | Team Tinkoff        |
| 21-29   | SKY  | Team Sky            |
| 31-39   | BMC  | BMC Racing Team     |
| 41-49   | TLJ  | Team Lotto NL-Jumbo |
| 51-59   | OBE  | Orica-BikeExchange  |
| 61-69   | AST  | Astana Pro Team     |
| 71-79   | FDJ  | FDJ                 |
| 81-89   | TGA  | Team Giant-Alpecin  |
| 91-99   | TFS  | Trek-Segafredo      |
| 101-109 | ALM  | AG2R La Mondiale    |

| Núm.    | Codi | Equip                  |
| ------- | ---- | ---------------------- |
| 111-119 | KAT  | Team Katusha           |
| 121-129 | LTS  | Lotto-Soudal           |
| 131-139 | EQS  | Etixx-Quick Step       |
| 141-149 | CDT  | Cannondale-Drapac      |
| 151-159 | DDD  | Team Dimension Data    |
| 161-169 | IAM  | IAM Cycling            |
| 171-179 | LAM  | Lampre-Merida          |
| 181-189 | COF  | Cofidis                |
| 191-199 | BOA  | Bora-Argon 18          |
| 201-209 | CJR  | Caja Rural-Seguros RGA |
| 211-219 | DEN  | Direct Énergie         |

## Etapes
| Etapa     | Data      | Ciutats d'etapa                        | type                      | Distància (km) | Vencedor de l'etapa        | Líder de la general         |
| --------- | --------- | -------------------------------------- | ------------------------- | -------------- | -------------------------- | --------------------------- |
| 1a etapa  | 20 de ago | Cenlle – Castrelo de Miño              | contrarellotge per equips | 27,8           | Sky                        | Peter Kennaugh              |
| 2a etapa  | 21 de ago | Ourense – Baiona                       | etapa plana               | 160,8          | Gianni Meersman            | Michał Kwiatkowski          |
| 3a etapa  | 22 de ago | Marín – Mirador de Ézaro               | etapa de mitja muntanya   | 176,4          | Alexandre Geniez           | Rubén Fernández Andújar     |
| 4a etapa  | 23 de ago | Betanzos – Santo André de Teixido      | etapa de mitja muntanya   | 163,5          | Lilian Calmejane           | John Darwin Atapuma Hurtado |
| 5a etapa  | 24 de ago | Viveiro – Lugo                         | etapa accidentada         | 171,3          | Gianni Meersman            | John Darwin Atapuma Hurtado |
| 6a etapa  | 25 de ago | Monforte de Lemos – Nogueira de Ramuín | etapa de mitja muntanya   | 163,2          | Simon Yates                | John Darwin Atapuma Hurtado |
| 7a etapa  | 26 de ago | Maceda – Puebla de Sanabria            | etapa accidentada         | 158,5          | Jonas Van Genechten        | John Darwin Atapuma Hurtado |
| 8a etapa  | 27 de ago | Villalpando – La Camperona             | etapa de muntanya         | 181,5          | Serguei Lagutin            | Nairo Quintana Rojas        |
| 9a etapa  | 28 de ago | Cistierna – Monte Naranco              | etapa de mitja muntanya   | 164,5          | David de la Cruz Melgarejo | David de la Cruz Melgarejo  |
| 10a etapa | 29 de ago | Llugones – llacs de Covadonga          | etapa de muntanya         | 188,7          | Nairo Quintana Rojas       | Nairo Quintana Rojas        |
| 11a etapa | 31 de ago | Colunga – Peña Cabarga                 | etapa de mitja muntanya   | 168,6          | Christopher Froome         | Nairo Quintana Rojas        |
| 12a etapa | 1 de set  | Los Corrales de Buelna – Bilbao        | etapa de mitja muntanya   | 193,2          | Jens Keukeleire            | Nairo Quintana Rojas        |
| 13a etapa | 2 de set  | Bilbao – Urdazubi                      | etapa accidentada         | 213,4          | Valerio Conti              | Nairo Quintana Rojas        |
| 14a etapa | 3 de set  | Urdazubi – Aubisca                     | etapa de muntanya         | 196            | Robert Gesink              | Nairo Quintana Rojas        |
| 15a etapa | 4 de set  | Samianigo – Aramón Formigal            | etapa de muntanya         | 118,5          | Gianluca Brambilla         | Nairo Quintana Rojas        |
| 16a etapa | 5 de set  | Alcanyís – Peníscola                   | etapa plana               | 156,4          | Jean-Pierre Drucker        | Nairo Quintana Rojas        |
| 17a etapa | 7 de set  | Castelló de la Plana – Llucena         | etapa de muntanya         | 177,5          | Mathias Frank              | Nairo Quintana Rojas        |
| 18a etapa | 8 de set  | Requena – Gandia                       | etapa accidentada         | 200,6          | Magnus Cort Nielsen        | Nairo Quintana Rojas        |
| 19a etapa | 9 de set  | Xàbia – Calp                           | contrarellotge individual | 37             | Christopher Froome         | Nairo Quintana Rojas        |
| 20a etapa | 10 de set | Benidorm – Aitana                      | etapa de muntanya         | 193,2          | Pierre Latour              | Nairo Quintana Rojas        |
| 21a etapa | 11 de set | Las Rozas de Madrid – Madrid           | etapa plana               | 104,1          | Magnus Cort Nielsen        | Nairo Quintana Rojas        |

## Classificacions finals

### Classificació general
| \| Classificació general \| Classificació general \| Classificació general \| Classificació general \| Classificació general \| \| Corredor \| Corredor \| Equip \| Temps \| \| \| --------------------- \| --------------------------- \| ---------------------- \| --------------------- \| --------------------- \| \| 1r \| Nairo Quintana Rojas \| Movistar Team \| 83h 31' 28" \| \| \| 2n \| Christopher Froome \| Team Sky \| + 1' 23" \| \| \| 3r \| Esteban Chaves Rubio \| Orica-BikeExchange \| + 4' 08" \| \| \| 4t \| Alberto Contador Velasco \| Tinkoff \| + 4' 21" \| \| \| 5è \| Andrew Talansky \| Cannondale-Drapac \| + 7' 43" \| \| \| 6è \| Simon Yates \| Orica-BikeExchange \| + 8' 33" \| \| \| 7è \| David de la Cruz Melgarejo \| Etixx-Quick Step \| + 11' 18" \| \| \| 8è \| Daniel Moreno Fernández \| Movistar Team \| + 13' 04" \| \| \| 9è \| Davide Formolo \| Cannondale-Drapac \| + 13' 17" \| \| \| 10è \| George Bennett \| LottoNL-Jumbo \| + 14' 07" \| \| \| 11è \| Michele Scarponi \| Astana \| + 15' 33" \| \| \| 12è \| Alejandro Valverde Belmonte \| Movistar Team \| + 15' 57" \| \| \| 13è \| Jean-Christophe Péraud \| AG2R La Mondiale \| + 18' 22" \| \| \| 14è \| Ben Hermans \| BMC Racing Team \| + 19' 10" \| \| \| 15è \| Iegor Silin \| Katusha \| + 22' 05" \| \| \| 16è \| Maxime Monfort \| Lotto-Soudal \| + 29' 37" \| \| \| 17è \| Jan Bakelants \| AG2R La Mondiale \| + 36' 30" \| \| \| 18è \| Sergio Pardilla Bellón \| Caja Rural-Seguros RGA \| + 38' 38" \| \| \| 19è \| Haimar Zubeldia Agirre \| Trek-Segafredo \| + 40' 29" \| \| \| 20è \| Kenny Elissonde \| FDJ \| + 42' 26" \| \| |                             |                        |             |
| |                             |                        |             |
| Font: ProCyclingStats |                             |                        |             |
| Classificació general |                             |                        |             |
| Corredor | Corredor                    | Equip                  | Temps       |
| 1r | Nairo Quintana Rojas        | Movistar Team          | 83h 31' 28" |
| 2n | Christopher Froome          | Team Sky               | + 1' 23"    |
| 3r | Esteban Chaves Rubio        | Orica-BikeExchange     | + 4' 08"    |
| 4t | Alberto Contador Velasco    | Tinkoff                | + 4' 21"    |
| 5è | Andrew Talansky             | Cannondale-Drapac      | + 7' 43"    |
| 6è | Simon Yates                 | Orica-BikeExchange     | + 8' 33"    |
| 7è | David de la Cruz Melgarejo  | Etixx-Quick Step       | + 11' 18"   |
| 8è | Daniel Moreno Fernández     | Movistar Team          | + 13' 04"   |
| 9è | Davide Formolo              | Cannondale-Drapac      | + 13' 17"   |
| 10è | George Bennett              | LottoNL-Jumbo          | + 14' 07"   |
| 11è | Michele Scarponi            | Astana                 | + 15' 33"   |
| 12è | Alejandro Valverde Belmonte | Movistar Team          | + 15' 57"   |
| 13è | Jean-Christophe Péraud      | AG2R La Mondiale       | + 18' 22"   |
| 14è | Ben Hermans                 | BMC Racing Team        | + 19' 10"   |
| 15è | Iegor Silin                 | Katusha                | + 22' 05"   |
| 16è | Maxime Monfort              | Lotto-Soudal           | + 29' 37"   |
| 17è | Jan Bakelants               | AG2R La Mondiale       | + 36' 30"   |
| 18è | Sergio Pardilla Bellón      | Caja Rural-Seguros RGA | + 38' 38"   |
| 19è | Haimar Zubeldia Agirre      | Trek-Segafredo         | + 40' 29"   |
| 20è | Kenny Elissonde             | FDJ                    | + 42' 26"   |

### Classificacions secundàries
|   | Ciclista         | Equip               | Punts |
| - | ---------------- | ------------------- | ----- |
| 1 | Omar Fraile      | Team Dimension Data | 58    |
| 2 | Kenny Elissonde  | FDJ                 | 57    |
| 3 | Robert Gesink    | Team Lotto NL-Jumbo | 37    |
| 4 | Alexandre Geniez | FDJ                 | 28    |
| 5 | Nairo Quintana   | Movistar Team       | 27    |

|   | Ciclista           | Equip           | Punts |
| - | ------------------ | --------------- | ----- |
| 1 | Fabio Felline      | Trek-Segafredo  | 100   |
| 2 | Nairo Quintana     | Movistar Team   | 97    |
| 3 | Alejandro Valverde | Movistar Team   | 93    |
| 4 | Chris Froome       | Team Sky        | 92    |
| 5 | Luis León Sánchez  | Astana Pro Team | 75    |

|   | Ciclista           | Equip            | Punts |
| - | ------------------ | ---------------- | ----- |
| 1 | Nairo Quintana     | Movistar Team    | 8     |
| 2 | Chris Froome       | Team Sky         | 17    |
| 3 | Kenny Elissonde    | FDJ              | 34    |
| 4 | David de la Cruz   | Etixx-Quick Step | 39    |
| 5 | Alejandro Valverde | Movistar Team    | 41    |

| Pos. | Equip             | Temps        |
| ---- | ----------------- | ------------ |
| 1    | BMC Racing Team   | 249h 48' 23" |
| 2    | Movistar Team     | a 4'43"      |
| 3    | Cannondale-Drapac | a 22'44"     |
| 4    | Team Katusha      | a 35'19"     |
| 5    | AG2R La Mondiale  | a 35'30"     |

## Evolució de les classificacions
| Etapa                  | Vencedor               | Classificació general | Classificació per punts | Classificació de la muntanya | Classificació de la combinada | Classificació per equips | Premi de la combativitat |
| ---------------------- | ---------------------- | --------------------- | ----------------------- | ---------------------------- | ----------------------------- | ------------------------ | ------------------------ |
| 1                      | Team Sky               | Peter Kennaugh        | No concedit             | No concedit                  | No concedit                   | Team Sky                 | No concedit              |
| 2                      | Gianni Meersman        | Michał Kwiatkowski    | Gianni Meersman         | Laurent Pichon               | Laurent Pichon                | Team Sky                 | No concedit              |
| 3                      | Alexandre Geniez       | Rubén Fernández       | Alexandre Geniez        | Alexandre Geniez             | Rubén Fernández               | Movistar Team            | Simon Pellaud            |
| 4                      | Lilian Calmejane       | Darwin Atapuma        | Alexandre Geniez        | Alexandre Geniez             | Darwin Atapuma                | Movistar Team            | Thomas De Gendt          |
| 5                      | Gianni Meersman        | Darwin Atapuma        | Gianni Meersman         | Alexandre Geniez             | Darwin Atapuma                | Movistar Team            | Tiago Machado            |
| 6                      | Simon Yates            | Darwin Atapuma        | Gianni Meersman         | Alexandre Geniez             | Darwin Atapuma                | Movistar Team            | Omar Fraile              |
| 7                      | Jonas Van Genechten    | Darwin Atapuma        | Gianni Meersman         | Alexandre Geniez             | Darwin Atapuma                | Movistar Team            | Luis Ángel Maté          |
| 8                      | Sergey Lagutin         | Nairo Quintana        | Gianni Meersman         | Serguei Lagutin              | Alejandro Valverde            | Etixx-Quick Step         | Jhonatan Restrepo        |
| 9                      | David de la Cruz       | David de la Cruz      | Gianni Meersman         | Thomas De Gendt              | David de la Cruz              | Etixx-Quick Step         | Luis León Sánchez        |
| 10                     | Nairo Quintana         | Nairo Quintana        | Alejandro Valverde      | Omar Fraile                  | Nairo Quintana                | Movistar Team            | Luis Ángel Maté          |
| 11                     | Christopher Froome     | Nairo Quintana        | Alejandro Valverde      | Nairo Quintana               | Nairo Quintana                | Movistar Team            | Tiago Machado            |
| 12                     | Jens Keukeleire        | Nairo Quintana        | Alejandro Valverde      | Nairo Quintana               | Nairo Quintana                | Movistar Team            | David López García       |
| 13                     | Valerio Conti          | Nairo Quintana        | Alejandro Valverde      | Serguei Lagutin              | Nairo Quintana                | BMC Racing               | Gatis Smukulis           |
| 14                     | Robert Gesink          | Nairo Quintana        | Alejandro Valverde      | Kenny Elissonde              | Nairo Quintana                | BMC Racing               | Simon Gerrans            |
| 15                     | Gianluca Brambilla     | Nairo Quintana        | Alejandro Valverde      | Kenny Elissonde              | Nairo Quintana                | BMC Racing               | Alberto Contador         |
| 16                     | Jean-Pierre Drucker    | Nairo Quintana        | Alejandro Valverde      | Kenny Elissonde              | Nairo Quintana                | BMC Racing               | Luis Ángel Maté          |
| 17                     | Mathias Frank          | Nairo Quintana        | Alejandro Valverde      | Kenny Elissonde              | Nairo Quintana                | BMC Racing               | Jaime Rosón              |
| 18                     | Magnus Cort Nielsen    | Nairo Quintana        | Alejandro Valverde      | Kenny Elissonde              | Nairo Quintana                | BMC Racing               | Fumiyuki Beppu           |
| 19                     | Christopher Froome     | Nairo Quintana        | Alejandro Valverde      | Kenny Elissonde              | Nairo Quintana                | BMC Racing               | Christopher Froome       |
| 20                     | Pierre Latour          | Nairo Quintana        | Fabio Felline           | Omar Fraile                  | Nairo Quintana                | BMC Racing               | Luis León Sánchez        |
| 21                     | Magnus Cort Nielsen    | Nairo Quintana        | Fabio Felline           | Omar Fraile                  | Nairo Quintana                | BMC Racing               | no concedit              |
| Classificacions finals | Classificacions finals | Nairo Quintana        | Fabio Felline           | Omar Fraile                  | Nairo Quintana                | BMC Racing               | Alberto Contador         |